# 골드코스트 유나이티드 FC
골드코스트 유나이티드 FC(Gold Coast United FC)는 A리그 멘에 소속되어 활약하였던 오스트레일리아의 축구단이다. 퀸즐랜드주의 골드코스트를 본거지로 하였다.
2008년 골드코스트 갤럭시 (Gold Coast Galaxy)라는 이름으로 창단하였으며 2009년부터 A리그 멘에 참가했다. 2011-12 시즌이 끝난 이후에 FIFA 윤리 협정 위반(유니폼에 정치적 문구 표시)을 이유로 A리그 멘 출전 자격을 박탈당하였다.